# Todd Canedy
Todd Canedy (Flora (Illinois), 26 november 1952) is een Amerikaanse jazzdrummer en muziekproducent.

## Biografie
Canedy studeerde aan de California State University, Fullerton en bezocht een workshop met Louie Bellson. In 1972 kwam hij naar Europa om het Montreux Jazz Festival te bezoeken. Hij werkte met Bobby Jones en Horace Parlan en speelde in een trio van Joe Haider (hij speelde mee op diens album Reconciliation, met Ack van Rooyen en Andy Scherrer, 1974). Hij gaf drumles aan de Swiss Jazz School. Hij speelde met Wolfgang Dauner, Dusko Goykovich en de Rhythm Combination and Brass van Peter Herbolzheimer. Sinds 1978 maakte hij deel uit van Austria 3 van Werner Pirchner, Harry Pepl en Adelhard Roidinger, waarmee hij het gelijknamige album uit 1979 maakte. Hij is tevens te horen op albums met Dieter Reith, Peter Herbolzheimer, Stephan Diez, Don Sugarcane Harris, Wolfgang Schmid en Frank Rosolino.
Hij was studiomuzikant in de amusementsmuziek, waar hij ook actief was als zanger, producent en 'songwriter' („Sail Away“). Hij componeerde filmmuziek voor Mama Mia - Nur keine Panik (1984). Tegenwoordig werkt hij als IT-Manager voor een onderneming in Oklahoma.

## Bron
- Jürgen Wölfer Jazz in Deutschland – Das Lexikon. Alle Musiker und Plattenfirmen von 1920 bis heute. Hannibal Verlag: Höfen 2008, ISBN 978-3-85445-274-4

- Gemeinsame Normdatei: 134342925
- International Standard Name Identifier: 0000 0000 5859 3831
- MusicBrainz: f1a6e035-353b-4389-b237-9844a75de378
- Istituto Centrale per il Catalogo Unico: UM1V028714
- Virtual International Authority File: 79584779
- WorldCat: E39PBJvXjxvVvw8QbPggT4HQv3